# 岩屋北町
岩屋北町（いわやきたまち）は兵庫県神戸市灘区の町名の一つで、旧岩屋字の阪神本線以北JR東海道本線以南に相当する。東は西郷川を挟んで、北部は灘南通、南部は船寺通、南は阪神電車を挟んで岩屋中町、西は中央区脇浜町、北はJR西日本を挟んで灘南通。東から順に一丁目から五丁目、神戸臨港線以北が東から順に六丁目と七丁目がある。
令和2年国勢調査（2020年10月1日）における世帯数は2,268、人口4,052で内男性1,835人・女性2,217人。郵便番号：657-0846。

## 経済

### 地主・家主
- 生島利子（地家主）[2]

## 施設
- JR東海道本線：灘駅
- 阪神電鉄本線：岩屋駅
- 神戸市立青陽東養護学校
- 西灘幼稚園

## 出身・ゆかりのある人物
- 生島五三郎（検事）[2]